# Медведев, Борис Львович
Борис Львович Медведев (настоящая фамилия Фалькович; 9 мая 1920, Киев — 1969, Москва) — советский театральный критик, театро- и киновед.

## Биография
Родился 9 мая 1920 года в Киеве. Учился на юридическом факультете Московского государственного университета. В апреле 1941 года был призван в ряды РККА. Служил заместителем политрука 531-го стрелкового полка 164-й стрелковой дивизии 18-й армии, входившей в состав 17-го стрелкового корпуса. Война застала его на советско-румынской границе. В ходе ожесточенных боев попал в плен. Бежав из плена, вышел из окружения, прошел фильтрацию в спецлагере НКВД. Участник Сталинградской битвы. Военный корреспондент дивизионной газеты. Награжден медалью «За оборону Сталинграда».
В 1949 году окончил театроведческий факультет ГИТИСа. Работал старшим научным сотрудником Театрального музея им. А. А. Бахрушина, заведующим отделом театра редакции «Литературной газеты», заведующим отделом теории и истории кино редакции журнала «Искусство кино».
Член Союза писателей СССР (1960) и Союза кинематографистов СССР (1966).
Автор книг «Максим Максимович Штраух» (1952, совместно с М. Туровской), «Театральный музей им. А. А. Бахрушина» (1955, совместно с В. Филипповым), «Свидетель обвинения» (1966), составитель книги «Юдифь Глизер» (1969), а также автор многочисленных статей о театре и кино.
Муж Майи Туровской. Покончил жизнь самоубийством в 1969 году.
В книге «Заложники» Григорий Свирский писал:

Повесился умница Борис Фалькович (Медведев), талантливый киновед, добряк, кристально честный человек, общий любимец. Эта смерть ранила меня особенно сильно, тем более что это было третье самоубийство в нашей среде за один месяц.
Похоронен на Донском кладбище.